# Sant Pere de Vallhonesta
Sant Pere de Vallhonesta és una església romànica del municipi de Sant Vicenç de Castellet, a la comarca del Bages. Està situada a la banda de llevant del municipi, al vessant meridional de la vall del torrent de Rubió. Exercia les funcions parroquials de l'antic terme de Vallhonesta. És una església que ha sofert diverses remodelacions: amb elements del segle xi, romànic llombard, ben apreciables a l'absis, i posteriors reformes del segle xii i segle xiii, quan s'hauria construir el campanar d'espadanya sobre el mur de ponent. De l'època del barroc correspondria la sagristia. Els entesos també diuen que podria tractar-se d'una església inicialment preromànica, que tenia coberta de fusta.

## Descripció
L'orientació del temple és la típica del romànic, amb l'absis orientat a orient des d'on surt el sol i la nau amb accés des de migdia per gaudir de la millor exposició del sol.
L'edifici d'una sola nau amb l'absis a llevant decorat amb cinc grups d'arcs llombards cecs entre bandes i una finestra al mig d'arc de mig punt i doble esqueixada, cobert amb volta de quart d'esfera i sobrealçat a partir dels arcs llombards amb un aparell més petit.
L'element més singular és el campanar que es troba a ponent, format per quatre obertures molt esveltes situades en dos pisos en un mur que continua respecte al mur de l'església. Les quatre obertures són cobertes amb arcs de mig punt de petites dovelles. En el mateix mur, a més dels forats de les bastides, hi ha unes espitllera central. Al mur de tramuntana hi ha l'afegitó d'una sagristia de l'època del barroc (segles XVII i XVIII), a la que s'accedeix a través d'una porta des del costat esquerre interior de l'absis.
La volta interior, de canó, va ser revestida tardanament per altra volta recolzada sobre dos arcs de reforç adossats interiorment als murs de la nau, per això l'interior és força més estret que l'exterior.
La portalada s'obre al mur de migjorn, d'arc de mig punt adovellat, que va ser reoberta en la restauració entre 1952-55, tapant la porta tardana que s'obria al mur de ponent. A la part final de l'església hi havia un cor modern al que s'accedia per una escala al costat de la porta. A l'interior hi havia dos altars laterals que van desaparèixer durant la Guerra Civil de 1936: un dedicat a la Verge del Roser i l'altre a Sant Josep.
L'interior conserva una antiga decoració de pintura de temes geomètrics o florals estilitzats, gairebé idèntiques a les del Marquet o Matadars, però que es van malmetre en ser decorada i pintada de nou el 1884.
Altres elements d'interès històric que es conserven són: l'ara de pedra de l'altar, una pica baptismal que està a l'exterior, i diferents lloses amb inscripcions de l'antic cementiri. També es conserva un sarcòfag de pedra romànic, així com la pedra de l'antic altar que es troba a l'interior de l'església.

## Història
L'església era originàriament la parroquial de l'antic terme de Vallhonesta. Després d'uns primers anys amb categoria parroquial, fins aproximadament al segle xiv o XV, passà a ser sufragània de l'església de Sant Vicenç de Castellbell, fins que a finals del segle xix passà a ser sufragània de Sant Vicenç de Castellet.
El lloc de Vallhonesta està documentat des de l'any 1115 i els feudataris n'eren els Guàrdia de Montserrat. El caràcter parroquial el deuria perdre després de la pesta negra de 1348. L'any 1836 l'antic municipi de Vallhonesta fou annexat al municipi limítrof de Sant Vicenç de Castellet.